# 堀内貴和
堀内 貴和（ほりうち たかかず、1960年 - ）は、日本の作家、翻訳家。

## 略歴
東京都生まれ。福井大学工学部卒業後、雑誌『POPEYE』（などの編集者をしながら片岡義男に師事。「マイナー・トラブル」（『野性時代』（1988年5月）で作家デビュー。

## 著書
- 『彼は私の彼氏』（角川文庫） 1988
- 『初恋の消息』（角川文庫） 1988
- 『ラインハルトに会いたい: Dear old jazz guitar and other stories』（東京書籍） 1989
- 『花をめぐる5つの短編』（マガジンハウス） 1990
- 『僕が嘘をついた理由』（PHP研究所） 1990
- 『結婚からはじまる: One day, all of a sudden, the drama began.』（PHP研究所） 1991
- 『小さなサンタクロース』（東京書籍） 1991
- 『初恋 遠い夏の日 Until my mother’s cake bakes』（PHP研究所） 1991
- 『優しくこたえて』（角川書店） 1991
- 『ハーフムーン・ベイ Just a scoot & me on this open road』（マガジンハウス） 1992
- 『夜間飛行 Her favarite perfume』（河出書房新社） 1992
- 『彼女たちと過ごした時間』（実業之日本社） 1993
- 『マリールー、夏』（河出書房新社） 1993
- 『冷たいヴァレンタイン ある日のジャズ・ライフ』（朝日ソノラマ） 1994
- 『青のカーティスクリーク』（河出書房新社） 1995
- 『白い時間』（二玄社） 1995
- 『アウト・オン・ザ・ロード 世界ジャズ喫茶紀行』（アーツアンドクラフツ） 1999
- 『100年カフェ ノンフィクション建築奮闘記』（アーツアンドクラフツ） 2002

## 翻訳
- 『フィフティーン』（ビヴァリー・クリアリー、東京書籍、シリーズ・永遠のアメリカ文学） 1990
- 『胸いっぱいのロックンロール』（フランシス・L・ランツ、マガジンハウス） 1991
- 『ジャズに生きる ナット・ヘントフ集』（ナット・ヘントフ、東京書籍、アメリカ・コラムニスト全集） 1994
- 『水辺が僕を育ててくれた』（ジェリー・デニス、河出書房新社） 1995